# 羅伯茨鎮區 (伊利諾伊州馬歇爾縣)
羅伯茨鎮區（英語：Roberts Township）是位於美國伊利諾伊州馬歇爾縣的一個行政鎮區。

## 地方資料
根據2010年美國人口普查的數據，羅伯茨鎮區的面積為97.90平方千米，當中陸地面積為97.60平方千米，而水域面積為0.30平方千米。當地共有人口879人，而人口密度為每平方千米8.98人。